# Pelomedusidae
Le Pelomedusidae Cope, 1868 sono una famiglia di rettili dell'ordine delle Testudines.

## Tassonomia
La famiglia comprende i seguenti generi e specie:
- Genere: Pelomedusa
  - Pelomedusa subrufa (Bonnaterre, 1789) (Tartaruga elmetto)
    - Pelomedusa subrufa subrufa (Lacépède, 1788)
    - Pelomedusa subrufa nigra Gray, 1863
    - Pelomedusa subrufa olivacea (Schweigger, 1812)
- Genere: Pelusios
  - Pelusios adansonii (Schweigger, 1812)
  - Pelusios bechuanicus Fitzsimons, 1932
  - Pelusios broadleyi Bour, 1986
  - Pelusios carinatus Laurent, 1956 (Tartaruga del fango africana carenata)
  - Pelusios castaneus (Schweigger, 1812) (Tartaruga del fango africana)
  - Pelusios castanoides Hewitt, 1931 (Tartaruga del fango gialla)
    - Pelusios castanoides castanoides Hewitt, 1931
    - Pelusios castanoides intergularis Bour, 1983

  - Pelusios chapini Laurent, 1965
  - Pelusios cupulatta Bour & Maran, 2003
  - Pelusios gabonensis (Duméril, 1856)
  - Pelusios marani Bour, 2000
  - Pelusios nanus Laurent, 1956
  - Pelusios niger (Duméril & Bibron, 1835) (Tartaruga di foresta africana nera)
  - Pelusios rhodesianus Hewitt, 1927
  - Pelusios seychellensis (Siebenrock, 1906)
  - Pelusios sinuatus (Smith, 1838) (Pelusio a bordo sinuato)
  - Pelusios subniger (Lacépède, 1789) (Pelusio nerastro)
    - Pelusios subniger subniger (Lacépède, 1788)
    - Pelusios subniger parietalis Bour, 1983

  - Pelusios upembae Broadley, 1981
  - Pelusios williamsi Laurent, 1965

Alcuni autori aggregano a questo raggruppamento, col rango di sottofamiglia (Podocnemidinae), le specie della famiglia Podocnemididae.